# Iwao Takamoto
Iwao Takamoto (ur. 19 kwietnia 1925, zm. 8 stycznia 2007) – amerykański animator, producent telewizyjny i reżyser filmowy pochodzący z rodziny emigrantów japońskich. Był najbardziej znany jako projektant w studiu Hanna-Barbera założonym przez Williama Hannę i Josepha Barberę.
Ojciec Takamoto wyemigrował z Hiroszimy do USA z powodu stanu zdrowotnego. Wrócił do Japonii tylko raz, w celu poślubienia żony. Takamoto urodził się potem w 1925 w Los Angeles w Kalifornii. Po ataku na Pearl Harbor, rodzina Takamoto, tak samo jak wielu innych Amerykanów japońskiego pochodzenia, została wysłana do obozu dla internowanych. Spędziła resztę II wojny światowej w obozie Manzanar. To właśnie tam Takamoto nauczył się podstaw ilustrowania od kilku zaprzyjaźnionych, internowanych razem z nim, osób.
Takamoto swe pierwsze kroki w świecie kreskówek stawiał po zakończeniu wojny. Został zatrudniony w 1947 roku przez Walt Disney Pictures jako pomocniczy animator, gdzie był asystentem Milta Kahla. Pracował jako animator przy takich tytułach jak: Kopciuszek, Śpiąca królewna, 101 Dalmatyńczyków i Zakochany kundel.
Takamoto opuścił Disneya w 1961 roku i wkrótce potem dołączył do Hanna-Barbera. Pracował tam na kilku stanowiskach, ale najbardziej znany jest jako projektant postaci. Był odpowiedzialny za zaprojektowanie takich postaci jak: Scooby Doo, pies Astro z serialu Jetsonowie, pies Muttley i Penelopa Samwdzięk z Odlotowych wyścigów. Pracował tam także jako producent, nadzorując takie produkcje jak: Rodzina Addamsów, Hong Kong Phooey i Jabberjaw. Reżyserował wiele długometrażowych filmów, włączając: Pajęczyna Charlotty (1973) i Jetsonowie (1990).
Takamoto był wiceprezydentem Creative Design w Hanna-Barbera i był odpowiedzialny za merchandising większości produkcji Hanna-Barbera. W 2005 roku otrzymał nagrodę Golden Award od Guild Animation, będąca uhonorowaniem jego ponad pięćdziesięcioletniej pracy na polu animacji.
Zmarł 8 stycznia 2007 w Cedars-Sinai Medical Center w Los Angeles na zawał serca.